# Mrtvola

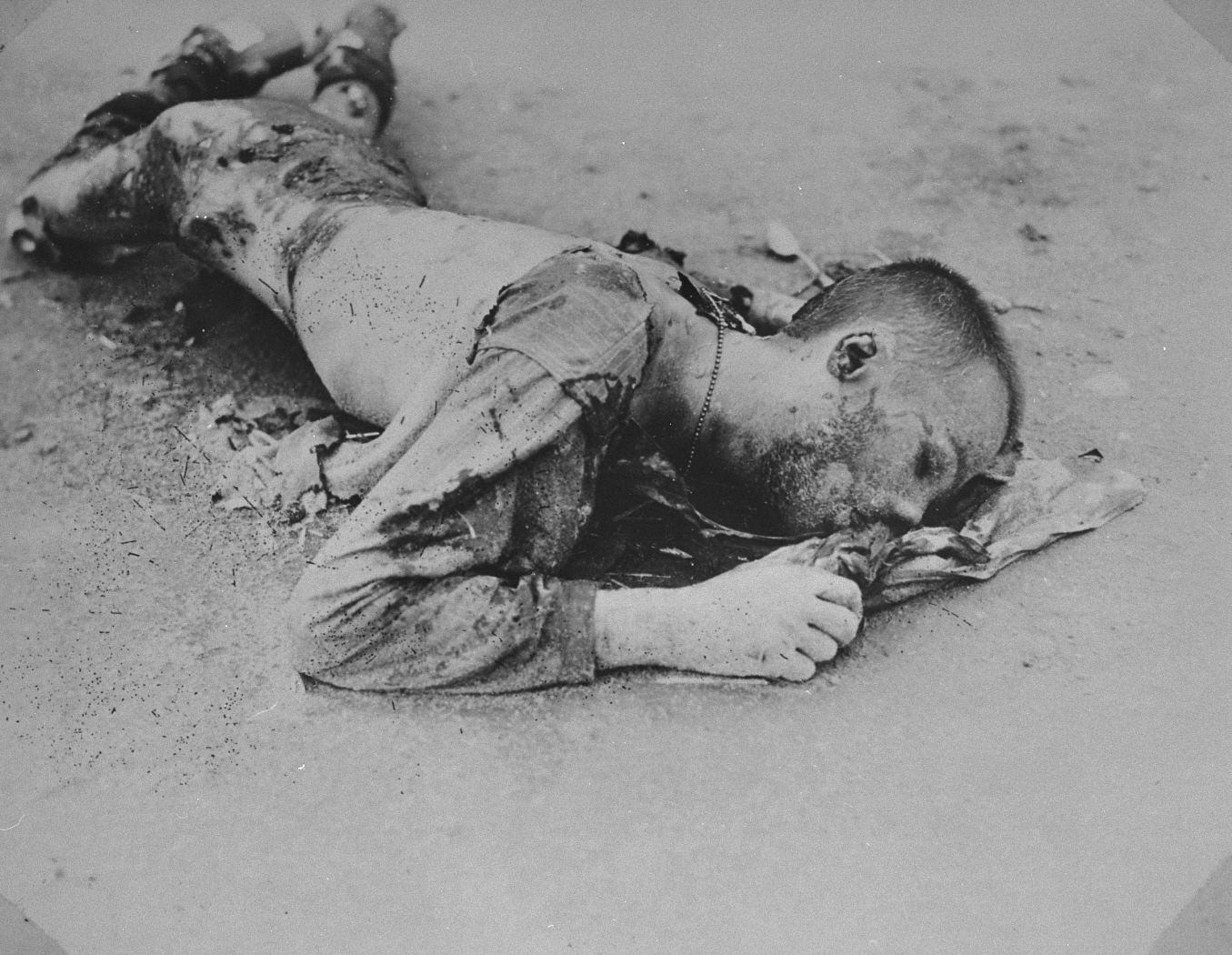
Lidská mrtvola

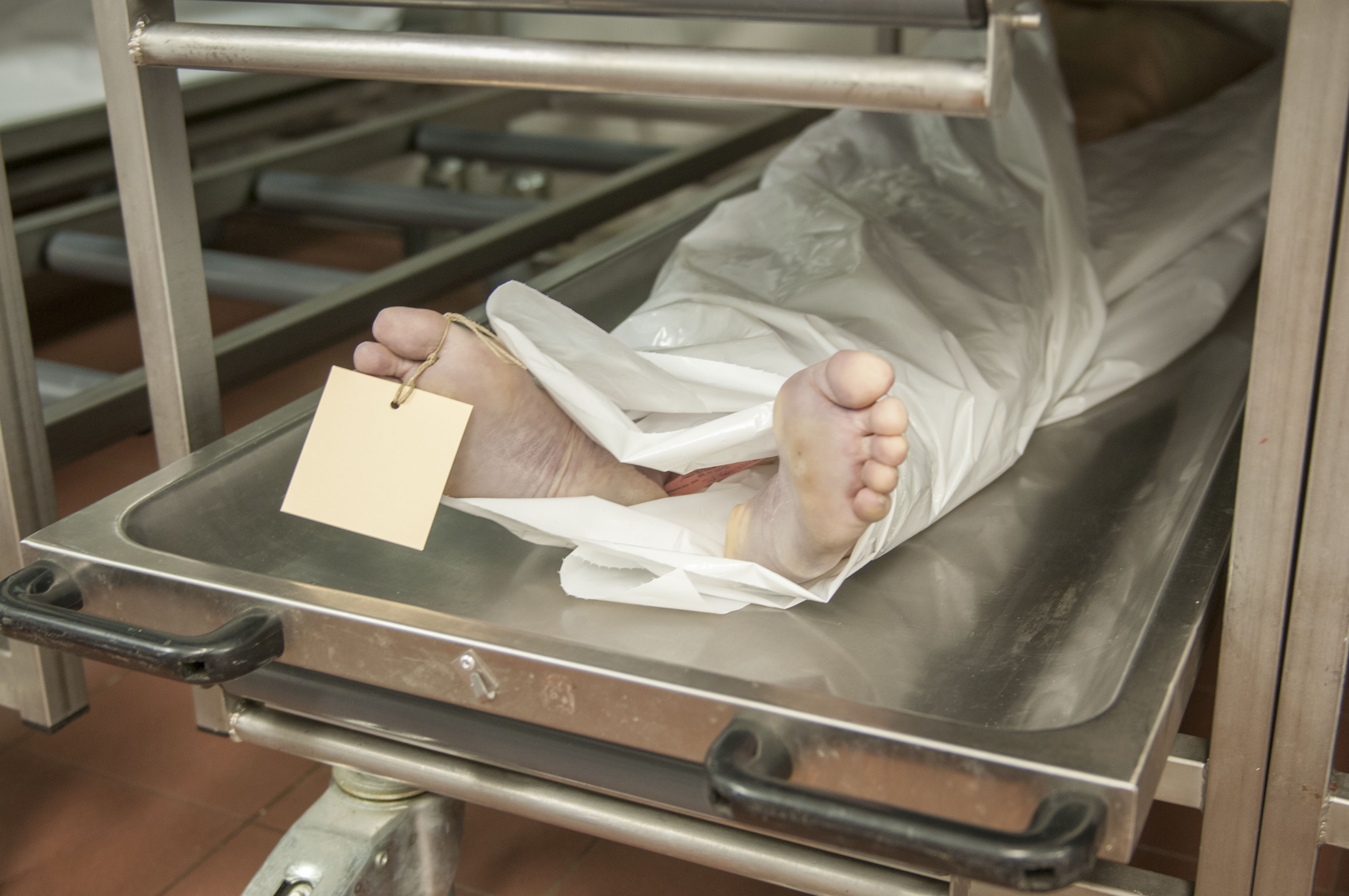

Mrtvola je tělo zemřelého organismu. Mrtvola zvířete se označuje jako zdechlina nebo mršina. Odborně se lidská i zvířecí mrtvola označuje jako kadáver (zastarale kadaver nebo kadávr).

## Pitva
Mrtvá těla je také možno pitvat (obdukce, sekce). Věda, která se tímto zabývá, se nazývá patologie. V současnosti se pitvání, tj. vnitřní zkoumání chirurgicky otevřeného těla, používá např. v kriminalistice nebo ve zdravotnictví pro určování příčiny úmrtí, rovněž je obvyklé u nově objeveného živočišného druhu při zkoumání jeho anatomie. Pitvu lze provádět pouze na těle, které je prokazatelně mrtvé. Opačný případ se nazývá vivisekce.

## Rozklad
Obvyklou vlastností mrtvoly je, že se začne časem rozkládat. Stupeň rozkladu závisí především na stáří mrtvého těla. Prakticky mu nelze zabránit, ale je možné jej velmi podstatně zpomalit, například konzervací v ledu či mumifikací. Rozklad lidského těla, dekompozici, studují forenzní antropologové a entomologové ve Spojených státech na takzvaných farmách mrtvol.
Jednotlivé hřbitovy udávají tzv. tlecí dobu, po kterou nesmí být hrob otevřen, s výjimkou dalšího pohřbu nebo exhumace.

## Zombie
V africké mytologii se poprvé objevila myšlenka ovládaného a bezduchého těla, tzv. zombie. Tento pojem byl později přejat jako výraz pro „oživlou mrtvolu“.[zdroj⁠?!]